# برگ‌ریزان
برگ‌ریزان (به ترکی استانبولی: Yaprak Dökümü) یک مجموعهٔ تلویزیونی درام ترکی است.
این مجموعه به سفارش کانال د ترکیه و توسط آی یاپیم در پنج فصل برای این کانال تولید شد. داستان این سریال برگرفته از داستانی به همین نام است که مؤلفش نویسندهٔ مشهور ترکیه‌ای، رشاد نوری گونتکین است. در سال‌های دور، فیلم‌ها و سریال‌های مختلفی از این اثر در ترکیه ساخته شده است. این مجموعه تلویزیونی دارای ۱۷۴ قسمت و زمان هر قسمت بین ۶۰–۹۰ دقیقه است. پخش آن از سال ۱۳ سپتامبر ۲۰۰۶ آغاز و در ۲۹ دسامبر ۲۰۱۰ به پایان رسید.
برگ‌ریزان از تاریخ انتشار تا قسمت پایانی در نمودار رتبه‌بندی به موفقیتی چشمگیر دست یافت و به یک پدیده تبدیل شد. حتی خلاصه‌ها و تکرارهای آن نیز همیشه در صدر لیست‌های رتبه‌بندی سریال‌های ترکی بوده است.

## داستان
این سریال دربارهٔ خانواده ای است که به شهر بزرگ استانبول مهاجرت می‌کنند و با رویدادهای تازه ای به شکل ناخواسته روبرو می‌شوند. شخصیت اصلی این سریال مردی به نام علیرضا تکین است که همراه همسرش خیریه و پسرش شوکت و چهار دخترش فکرت، لیلا، نجلا و عایشه در شهر ترابزون ترکیه زندگی می‌کنند.
برگریزان یا ریزش برگ‌ها در مورد سقوط برگ‌ها (فرزندان) یکی پس از دیگری از شجره خانواده تکین پس از تغییر آب و هوا برای خانواده به دلیل مهاجرت آنها به استانبول صحبت می‌کند.

## بازیگران و شخصیت‌ها
- خلیل آرگون در نقش علیرضا تکین
- گوون هوکنا در نقش خیریه تکین
- بنو ییل‌دیریملار در نقش فکرت تکین
- جانر کورتاران، بعداً حسن کوچوکچتین در نقش شوکت تکین
- گوکچه بهادیر در نقش لیلا تکین
- فخریه اوجن در نقش نجلا تکین
- افسون کارعلی، بعداً شبنم ججلی در نقش عایشه تکین
- دنیز چاکر در نقش فرخنده گوون
- تولگا کارل در نقش اوز آیهان
- بدیا انر در نقش نیریه
- گولر اوکتن در نقش جواهر خانم
- احمد ساراجوغلو در نقش تحسین بایسو
- پریهان ساواش در نقش نوردان
- مصطفی آوکیران در نقش میتهات کارا
- صدا دمیر در نقش صدف
- اگه آیدان در نقش آقای جان وکیل
- ترکان کیلیچ در نقش اویا توره روان‌شناس
- کیوانچ کاسابالی در نقش جم آیدین اوغلو
- باریش باغجی در نقش علی سارپر
- نیهات آلپتوگ آلتینکایا در نقش لوانت تونسل
- یوسف عطله در نقش احمد آقا
- باساک سایان در نقش جیدا
- بولنت فیل در نقش یامان خان
- نزیه تونجای در نقش کمال آیدین اوغلو
- صدف آوجی در نقش سلین آیدین اوغلو
- سلما اوزکانلی در نقش سوزان آیدین اوغلو
- ملینا اوزپرودوموس در نقش افق دوست صدف
- انگین هپیلری در نقش امیر
- جانر جیندوروک در نقش نظمی
- اوگور کیویسیم در نقش نوری نسا
- ارن بالکان در نقش گلشن
- گلسه ارطغرولl در نقش ریحان
- بورکو گونای در نقش اَسلا خانم
- اردا ایسین در نقش سردار
- نجیب ممیلی در نقش ارکان
- آیبرک پکان در نقش طلعت
- مهمت گولر در نقش سیفی
- نسلیهان آتاگول در نقش دنیز بایسو
- برک بوگاک آکگونس در نقش مهمت بایسو
- مصطفی اوربای آوجی در نقش جانر بایسو

## نمای کلی سریال
| فصل | قسمت‌ها | قسمت‌ها | تاریخ اصلی روی آنتن رفتن | تاریخ اصلی روی آنتن رفتن |
| فصل | قسمت‌ها | قسمت‌ها | اولین بار                | آخرین بار                |
| --- | ------ | ------ | ------------------------ | ------------------------ |
| ۱   | ۳۸     | ۳۸     | ۱۳ سپتامبر ۲۰۰۶          | ۲۰ ژوئن ۲۰۰۷             |
| ۲   | ۴۲     | ۴۲     | ۵ سپتامبر ۲۰۰۷           | ۲۵ ژوئن ۲۰۰۸             |
| ۳   | ۳۸     | ۳۸     | ۳ سپتامبر ۲۰۰۸           | ۱۷ ژوئن ۲۰۰۹             |
| ۴   | ۴۱     | ۴۱     | ۲ سپتامبر ۲۰۰۹           | ۱۶ ژوئن ۲۰۱۰             |
| ۵   | ۱۵     | ۱۵     | ۱۵ سپتامبر ۲۰۱۰          | ۲۹ دسامبر ۲۰۱۰           |

## اقتباس از کتاب
رمان برگ‌ریزان که این فیلم از آن اقتباس شده است، توسط رشات نوری گونتکین نوشته شده و اولین بار در سال ۱۹۳۰ منتشر شد. در رمان اصلی از بین رفتن ارزش‌های جامعه ای که غربی بودن را تقلید می‌کند، شرح داده شده است. در داستان علیرضا بیگ به اصول خود بسیار وفادار است، علیرضا بیگ که پس از بازنشستگی فقیر شده است، درماندگی و نادانی او در برابر شرایط اجتماعی متغیر و به سرعت در حال غربی شدن است. 
این درماندگی ناشی از ناتوانی او در حفظ «نظم مقدس خانواده» است. این اثر اولین بار در سال ۱۹۸۸ برای تلویزیون اقتباس شد و در زمان پخش مورد توجه بسیاری قرار گرفت. سریال برگریزان برای دومین بار در سال ۲۰۰۶ از این رمان اقتباس شد. رمان به خانواده و ساختار اجتماعی جامعه ترکیه می‌پردازد و رویکردی واقع‌گرایانه در ادبیات ترکیه به نمایش می‌گذارد. 
این کتاب یکی از پیشگامان رمان مدرن در ادبیات ترکیه به‌شمار می‌رود. نویسنده رشات نوری در این رمان می‌گوید که چگونه این پدر اقتدار خود را از دست می‌دهد؛ در داستان جدی‌ترین خطری که اقتدار پدر را متزلزل خواهد کرد، علم و فناوری غرب نیست، بلکه شهوتی است که جوانان و زنان جاه‌طلب و طمع‌کار را اغوا می‌کند و آنها را به فساد می‌کشاند. فرخنده، که در رمان به عنوان زنی که شوکت را اغوا می‌کند، توصیف می‌شود، تصویر زنی است که فروپاشی می‌آورد.
منتقد ادبی و استاد دانشگاه ژاله پارلا در کتاب «پدران و پسران» بیان کرده است که میل و اشتیاق نهفته به «اقتدار پدری» یا پدرسالاری در اثر رشات نوری دیده می‌شود. به گفته پارلا، در آغاز جمهوریت ترکیه «نویسنده می‌کوشد سلطانی را احیا کنند که از اخلاق شرقی در سطح اجتماعی محافظت کند، و همچنین پدری را که از اخلاق شرقی در سطح خانواده محافظت کند».

### تفاوت‌های کتاب و سریال
در سریالی که برای دومین بار اقتباس شد، موضوع کلی ثابت ماند، اما تمدید مدت زمان و داستان‌های کوچک اضافه که به دلایلی مانند حمایت از ساختار دراماتیک در مجموعه گنجانده شده است موجب شد که بارها مورد انتقاد قرار بگیرد که ساختار اصلی اثر با این روش خراب شده است. در داستان فیلم گرچه قهرمان داستان علیرضا بیگ است، اما قهرمانان زن در سریال غالب هستند. و این زنان نمونه‌هایی هستند که در جامعه مورد توجه منفی قرار می‌گیرند.
➢کتاب بیشتر به دنیای درونی شخصیت‌ها می‌پردازد. علاوه بر این، داستان برخی از شخصیت‌های کتاب متفاوت است و نقش برخی از شخصیت‌های سریال نیز تغییر کرده است.
➢ شخصیت‌هایی در کتاب هستند که در سریال نیستند؛ مثلاً پدر علیرضا بیگ در کتاب وجود دارد، اما این شخصیت در سریال نیست. در این کتاب، برخی از شخصیت‌هایی که از بستگان علیرضا بیگ هستند، نقش کوچک‌تری در سریال دارند یا کلا حذف شده‌اند.
➢جدا از شخصیت‌های نقل شده در کتاب، شخصیت‌های مختلفی به سریال اضافه شده‌اند.
➢ با اضافه شدن شخصیت‌های مختلف، موضوع اصلی کتاب تحت شعاع قرار گرفته است. در حالی که در رمان تلاش می‌شود تا اثرات جانبی غرب‌گرایی درون خانواده نشان داده شود، اما این وضعیت در سریال شکلی کاملاً متفاوت به خود گرفته است.
➢به جای ویژگی‌های اوایل دوره جمهوری ترکیه و دهه ۱۹۳۰ میلادی که در کتاب دیده می‌شود، دوره ای کاملاً متفاوت در سریال منعکس می‌شود.
➢ سریال پدری اقتدارگرا و آرمانی را به تصویر می‌کشد که در برابر تغییرات سریع مقاومت می‌کند اما در کتاب شخصیت علیرضا بیگ انعطاف‌پذیرتر است و در نهایت تسلیم می‌شود و شرایط لیلا را می‌پذیرد، زیرا نمی‌تواند فقر را تحمل کند.

## توزیع بین‌المللی
| کشور                | کانال                | نمایش تاریخ     | تمام           |  |
| ------------------- | -------------------- | --------------- | -------------- |  |
| ترکیه               | کانال د              | ۱۳ سپتامبر ۲۰۰۶ | ۲۹ دسامبر ۲۰۱۰ |  |
| ترکیه               | تی وی تو             | ۱۴ دسامبر ۲۰۲۰  | ۲۸ دسامبر ۲۰۲۱ |  |
| جمهوری آذربایجان    | ATV                  | ۲۰۰۷            |                |  |
| گرجستان             | تلویزیون ایمدی       |                 |                |  |
| ایران               | Gem TV               |                 |                |  |
| امارات متحده عربی   | ام بی سی             |                 |                |  |
| صربستان             | تلویزیون پروا        | ۶ دسامبر ۲۰۱۰   | ۲۶ فوریه ۲۰۱۲  |  |
| صربستان             | تلویزیون پروا        | ۱۱ فوریه ۲۰۱۳   | ۱۰ اکتبر ۲۰۱۳  |  |
| صربستان             | تلویزیون پروا        | ۲۴ مارس ۲۰۱۷    | ۱۰ نوامبر ۲۰۱۳ |  |
| صربستان             | تلویزیون پروا        | ۱۲ ژوئن ۲۰۱۷    | ۶ مارس ۲۰۱۸    |  |
| صربستان             | تلویزیون پروا        | ۱۵ فوریه ۲۰۱۸   | ۱۰ اوت۲۰۱۸     |  |
| صربستان             | تلویزیون پروا        | ۱۵ دسامبر ۲۰۲۱  | ۱۵ اوت۲۰۲۲     |  |
| بوسنی و هرزگوین     | تلویزیون زندگی       | ۲۶ مارس ۲۰۱۱    | ۲۷ ژوئیه ۲۰۱۲  |  |
| بوسنی و هرزگوین     | تلویزیون جایگزین     | ۲۶ مارس ۲۰۱۱    | ۲۷ ژوئیه ۲۰۱۲  |  |
| بوسنی و هرزگوین     | BHT 1                | ۱۳ اکتبر ۲۰۲۱   | ۲۹ مارس ۲۰۲۳   |  |
| کرواسی              | تلویزیون نوا         | ۱۳ ژوئن ۲۰۱۱    | ۲۳ اوت۲۰۱۲     |  |
| کرواسی              | تلویزیون دام         | ۱۳ ژوئن ۲۰۱۱    | ۲۳ اوت۲۰۱۲     |  |
| مونته‌نگرو           | TV Vigest            | ۲۰۱۱            | ۲۰۱۲           |  |
| مونته‌نگرو           | Prva CG              | ۱۹ فوریه ۲۰۱۸   |                |  |
| اسلوونی             | تلویزیون POP         | ۳ دسامبر ۲۰۱۲   | ۱۴ فوریه ۲۰۱۴  |  |
| مقدونیه شمالی       | A1                   | ۶ سپتامبر ۲۰۱۰  | ۲۰۱۲           |  |
| مقدونیه شمالی       | سایت                 | ۶ سپتامبر ۲۰۱۰  | ۲۰۱۲           |  |
| شیلی                | عظیم                 | ۲۰۱۷            |                |  |
| قزاقستان            | تلویزیون کرکی        | ۲۰۱۹            | ۲۰۲۰           |  |
| بلغارستان           | bTV                  | ۲۳ اکتبر ۲۰۰۹   | ۹ ژانویه ۲۰۱۲  |  |
| رومانی              | کانال دی رومانی      | ۲۰۱۳            |                |  |
| مولداوی             | کانال ۲              | ۲۱ دسامبر ۲۰۲۰  | ۲۰۲۱           |  |
| آرژانتین            | کانال دی درام        | ۸ نوامبر ۲۰۱۹   | ۹ مارس ۲۰۲۱    |  |
| بولیوی              | کانال دی درام        | ۸ نوامبر ۲۰۱۹   | ۹ مارس ۲۰۲۱    |  |
| اکوادور             | کانال دی درام        | ۸ نوامبر ۲۰۱۹   | ۹ مارس ۲۰۲۱    |  |
| کلمبیا              | کانال دی درام        | ۸ نوامبر ۲۰۱۹   | ۹ مارس ۲۰۲۱    |  |
| کاستاریکا           | کانال دی درام        | ۸ نوامبر ۲۰۱۹   | ۹ مارس ۲۰۲۱    |  |
| مکزیک               | کانال دی درام        | ۸ نوامبر ۲۰۱۹   | ۹ مارس ۲۰۲۱    |  |
| پاناما              | کانال دی درام        | ۸ نوامبر ۲۰۱۹   | ۹ مارس ۲۰۲۱    |  |
| پاراگوئه            | کانال دی درام        | ۸ نوامبر ۲۰۱۹   | ۹ مارس ۲۰۲۱    |  |
| پرو                 | کانال دی درام        | ۸ نوامبر ۲۰۱۹   | ۹ مارس ۲۰۲۱    |  |
| شیلی                | کانال دی درام        | ۸ نوامبر ۲۰۱۹   | ۹ مارس ۲۰۲۱    |  |
| اروگوئه             | کانال دی درام        | ۸ نوامبر ۲۰۱۹   | ۹ مارس ۲۰۲۱    |  |
| ایالات متحده آمریکا | کانال دی درام آمریکا | ۱۸ اوت۲۰۲۰      | دسامبر ۲۰۲۱    |  |
| جمهوری دومینیکن     | آنتن ۷               | ۱۹ ژوئیه ۲۰۲۱   | ۷ اکتبر ۲۰۲۲   |  |